# Stanislav Stratiev
Stanislav Stratiev (en cyrillique Станислав Стратиев) est un écrivain et dramaturge bulgare né le 9 septembre 1941 et décédé le 20 septembre 2000 à Sofia. Ses premières œuvres sont souvent associées au genre dit du théâtre de l'absurde. Il a écrit pour le théâtre, la radio, la télévision et pour le cinéma.

## Biographie
Stanislav Stratiev a commencé à travailler comme journaliste encore pendant ses études de littérature à l'Université de Sofia. Sa carrière comme dramaturge a décollé en 1974 avec le vif succès de sa première pièce, Les thermes romains, qui a été jouée à Sofia au Théâtre Satirique  plus de 10 saisons consécutives (la pièce a été reprise en 2006 avec toujours autant de succès), suivie par Une veste de daim, La vie bien quelle soit courte, Le bus et de nombreuses autres pièces de théâtre. Les pièces de Stratiev ont été jouées en Allemagne, Belgique, Tchéquie, Estonie, Finlande, France, Grèce, Hongrie, Irlande, Italie, Pologne, Roumanie, Russie, Slovaquie, Suède, Turquie, aux États-Unis, et d'autres pays. La vie bien qu'elle soit courte a gagné le Premier Prix au Festival de Théâtre International de Maubeuge en 1990. En 1993, sa pièce De l'autre côté a obtenu la deuxième place au concours mondial de drames, organisé par la BBC et elle a été produite et diffusée par la BBC. Bien que plus populaire en tant que dramaturge, Stratiev a aussi écrit des œuvres en prose où il combine la satire sociale avec de lyrisme. Ses œuvres en prose ont été traduites dans plus de 30 langues. Ses scénarios de films, eux aussi, lui ont fait remporter une renommée internationale: Equilibre  a obtenu une médaille d'argent au 13e Festival international du film de Moscou en 1983, le film Soleil de l’enfance a reçu le prix « L'enfant de notre temps» de MIFED à Milan cette même année. La comédie Bande sans nom a été reconnu comme le meilleur film bulgare de tous les temps par les lecteurs du quotidien 24 Chassa en 2005 et comme le film bulgare favori par les auditeurs de la radio bulgare Atlantique en 2006. De 1975 jusqu'à sa mort en 2000, Stanislav Stratiev a été directeur littéraire du Théâtre Satirique à Sofia.

## Œuvres dramatiques
- Les thermes romains
- Une veste de daim
- Le bus
- Le maximaliste
- La vie bien qu’elle soit courte suivi
- La terre tourne
- Syndrome balkanique
- Le mammouth
- De l'autre côté

## Filmographie
comme scénariste
- Soleil de l’enfance (1981)
- Bande sans nom (1982)
- Equilibre (1983)
- Meme dieu est venu nous voir (2001)

## Prose
- Moulins à vent solitaires (1969)
- Paysage au chien (1977)
- Détail de paysage (1978)
- Le modèle bulgare (1991)
- Chroniques de Babylone (2000)